# Zea luxurians
Zea luxurians, jednogodišnja biljna vrsta iz roda kukuruza podrijetlom iz Chiapasa, jugoistočne Gvatemale i Hondurasa. Raste na visinama od razine mora pa do 1 100 metara nadmorske visine. 
Vrsta je uvezena i u Kolumbiju i južni Brazil

## Sinonimi
- Euchlaena luxurians Durieu & Asch.
- Euchlaena mexicana var. luxurians (Durieu & Asch.) Haines
- Zea mays subsp. luxurians (Durieu & Asch.) Iltis
- Zea mexicana subsp. luxurians (Durieu & Asch.) Greb.